# Crescent (Oklahoma)
Crescent es una ciudad ubicada en el condado de Logan en el estado estadounidense de Oklahoma. En el año 2010 tenía una población de 	1411 habitantes y una densidad poblacional de 503,93 personas por km².

## Geografía
Crescent se encuentra ubicada en las coordenadas 35°57′11″N 97°35′41″O / 35.95306, -97.59472.

## Demografía
Según la Oficina del Censo en 2000 los ingresos medios por hogar en la localidad eran de $25,096 y los ingresos medios por familia eran $32,206. Los hombres tenían unos ingresos medios de $25,602 frente a los $21,121 para las mujeres. La renta per cápita para la localidad era de $16,081. Alrededor del 16.8% de la población estaban por debajo del umbral de pobreza.